# Аугустув (Опочинський повіт)
Аугустув (пол. Augustów) — село в Польщі, у гміні Джевиця Опочинського повіту Лодзинського воєводства.
У 1975—1998 роках село належало до Радомського воєводства.